# Wegpolitie
De Wegpolitie, ook kortweg WPR (WegPolitie - Police de la Route) genoemd, is een onderdeel van de Belgische federale politie.
De federale Wegpolitie heeft als ambtsgebied het netwerk van autosnelwegen alsook de gelijkgestelde autowegen. Deze politiemensen vervullen hun taken op de motor of in snelle interventievoertuigen.

## Structuur
De Wegpolitie is nationaal gestructureerd in een nationaal en negen provinciale commando's (de vroegere provincie Brabant plus de overige 8 provincies), die samen ongeveer 1.000 personeelsleden tellen.
Elk provinciaal commando is daarop onderverdeeld in een aantal verkeersposten. Naast de verkeersposten zijn er nog drie eenheden voorzien, zijnde de technische sectie (ploegen radar) de CPT's (Cel Patrouille en Toezicht) en de CEP (Cel Educatie en Preventie).
Verkeersposten (VerkP)De verkeersposten staan in voor de basis politiezorg binnen de omschrijving van hun ambtsgebied, net zoals de lokale politie dit doet binnen zijn politiezone. Als basistaken kunnen onder andere worden weerhouden: verkeer, gerechtelijke opdrachten en de handhaving van de openbare orde (begeleiden van wielerwedstrijden, VIP escortes, Europese tops, etcetera).
Cel Patrouille en Toezicht (CPT)De CPT's zorgen eerder voor de gerechtelijke taken zoals diefstallen in vrachtwagens, illegalen, sluikstorten, geseinde personen en voertuigen, enzovoorts. Hierdoor moet er voor de brevethouders binnen de WPR meer tijd vrijkomen om gericht te kunnen werken aan verkeersgerelateerde problemen.
Technische sectieDe technische sectie staat in voor de snelheidscontroles langs de autosnelwegen en de verwerking hiervan.
Cel Educatie en Preventie (CEP)De CEP staat in voor de bewustmaking inzake verkeersveiligheid naar de burger toe. Zij doen dit door o.a. theoretische verkeerslessen in scholen tot het geven van praktische lessen met de verkeerspiste (kinderen al fietsend de verkeersregels en veiligheid aanleren) en informatiesessies voor ondernemingen. Zij beschikken over een aantal preventiemiddelen zoals tuimelwagens om de mensen bij publieke evenementen ervan te overtuigen hun veiligheidsgordel te dragen.
Zij verzorgen eveneens de programma's "Kijk Uit" en de Franstalige tegenhanger "Contacts" om verkeersveiligheid op de nationale televisie te promoten.

## Opleiding
Na de basisopleiding en de leeftijd van 24 jaar bereikt te hebben kan men postuleren voor een vacante plaats bij een van de verschillende verkeersposten.
Voor men aan de opleiding kan beginnen dient men eerst een theoretische test met betrekking tot de wegcode afleggen en indien men hierin slaagt moet men nog een 2-weekse "vooropleiding" met de motorfiets volgen. Pas na het slagen van deze testen mag men de opleiding aanvatten aan de Nationale Politieacademie - ANPA (vroegere Federale School) te Etterbeek.
De opleiding duurt 6 maanden en hierin komen alle basis en speciale wetten met betrekking tot het wegverkeer aan bod. De theorie wordt afgewisseld met een doorgedreven motocursus, praktische oefeningen en wegcontroles.
Een praktische cursus besturen van snelle voertuigen komt eveneens aan bod.
De opleiding staat binnen de politie dan ook gekend als een van de zwaarste.

## Het Koninklijk Escorte
De koning beschikt steeds over een "vast motorrijdersescorte" dat deel uitmaakt van de dienst Beveiliging van het Koninklijk Paleis, eveneens een onderdeel van de federale politie. 
Maar bij speciale gelegenheden rijdt het "groot escorte" uit en wordt samengesteld uit personeelsleden van de verkeersposten van Brabant.

## Bijnaam "Zwaantjes"
De motorrijders van de vroegere Rijkswacht reden op een Harley Davidson en droegen een witte helm, een zwart omrande bril en bij slechte weersomstandigheden een lange regenjas. Bij het opvoeren van de snelheid sloeg de wind onder de jas, waardoor die sierlijke bewegingen maakte die aan een klapwiekende zwaan deden denken.
Hierdoor werden zij in de volksmond al snel zwaantjes genoemd. 
In Franstalig België hebben zij, zoals hun collega's in Frankrijk, de bijnaam les Anges de la Route (de engelen van de weg).
Een andere mogelijke verklaring is dat ze hun bijnaam dankten aan hun oude nummerplaten. Die begonnen met het cijfer '2'

## Galerij

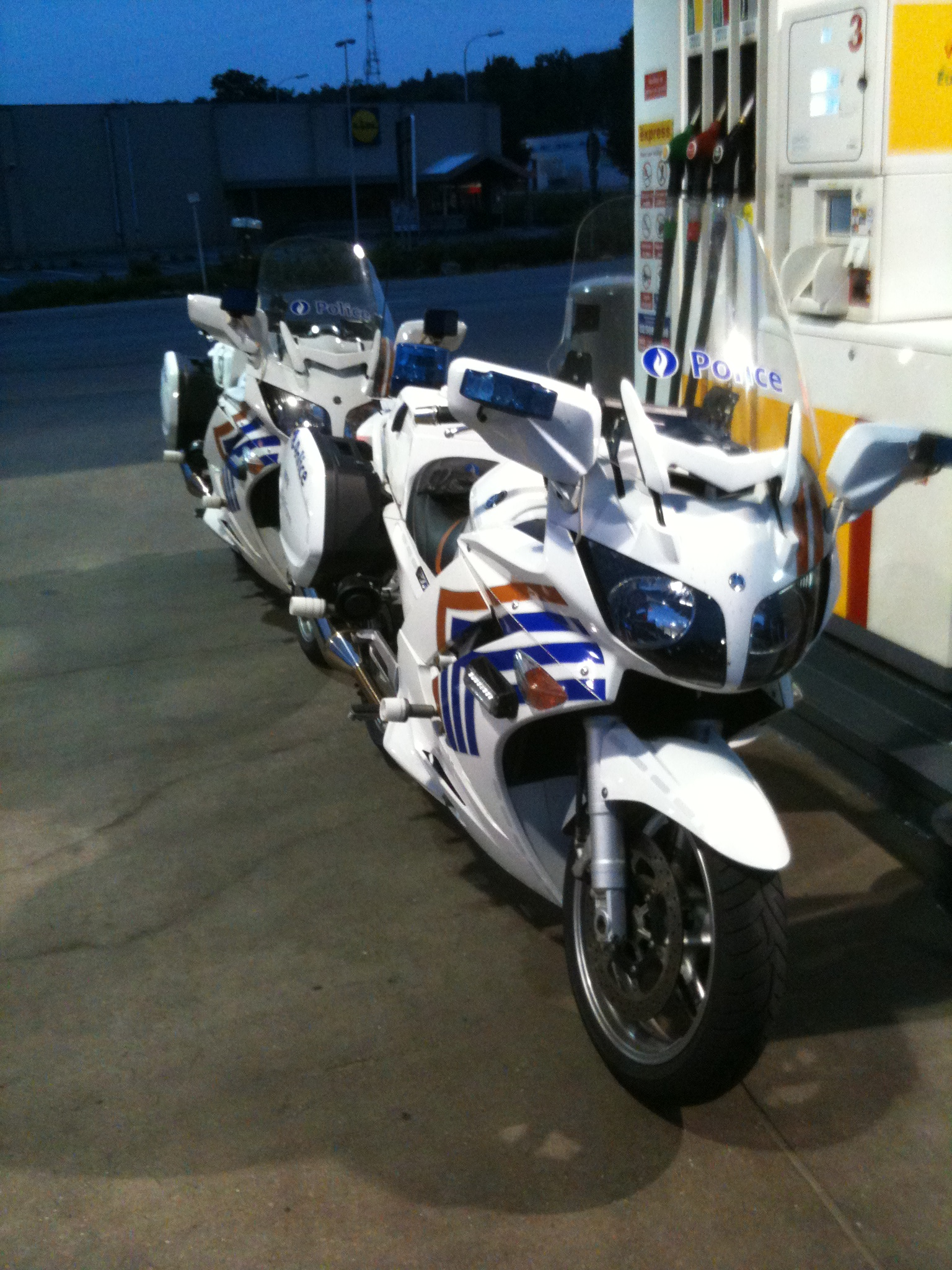
Dienstmotorfiets WPR: Yamaha FJR 1300. Kenmerkend voor de federale politie is de oranje/okerkleurige streep.
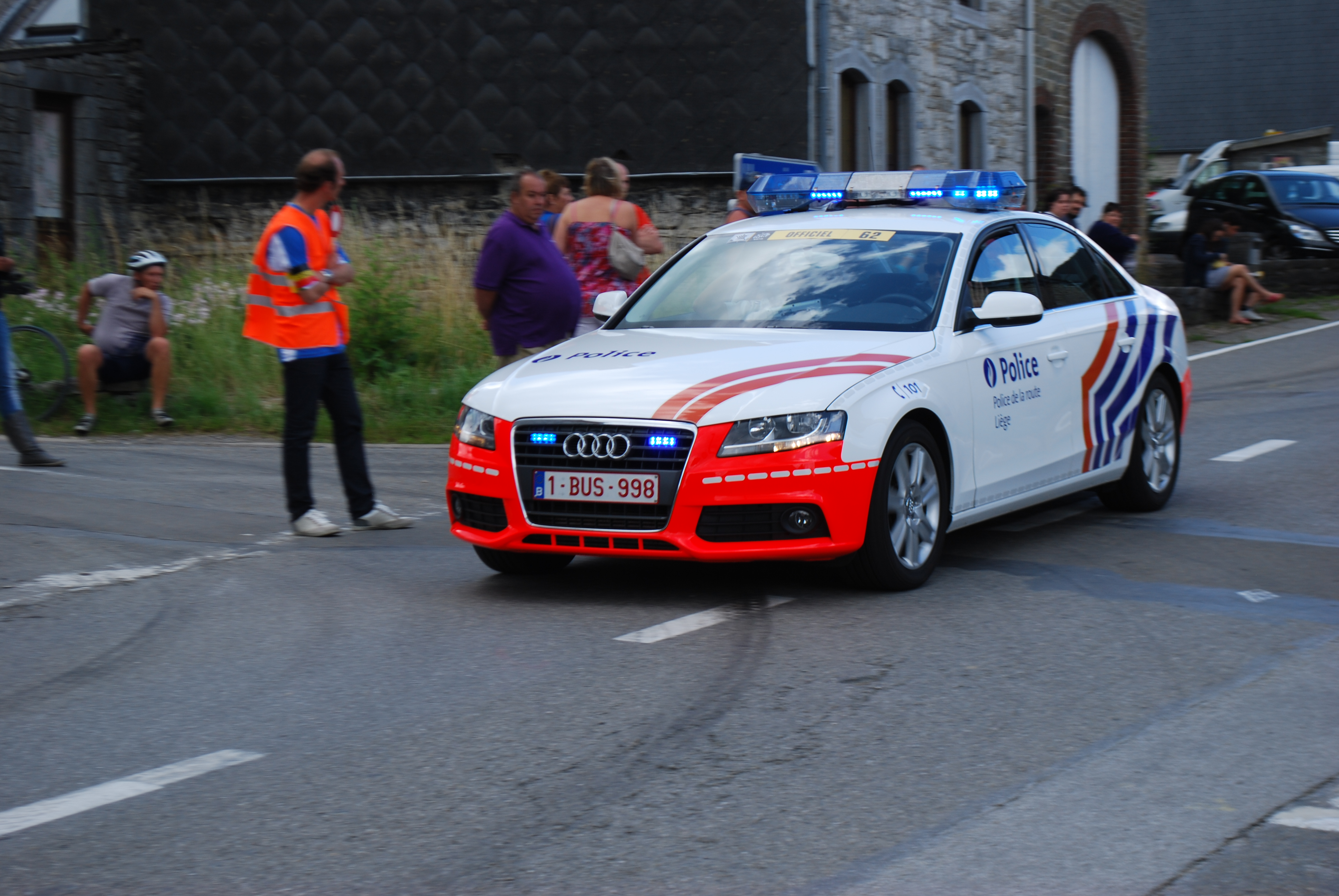
Audi A4: dienstvoertuig WPR
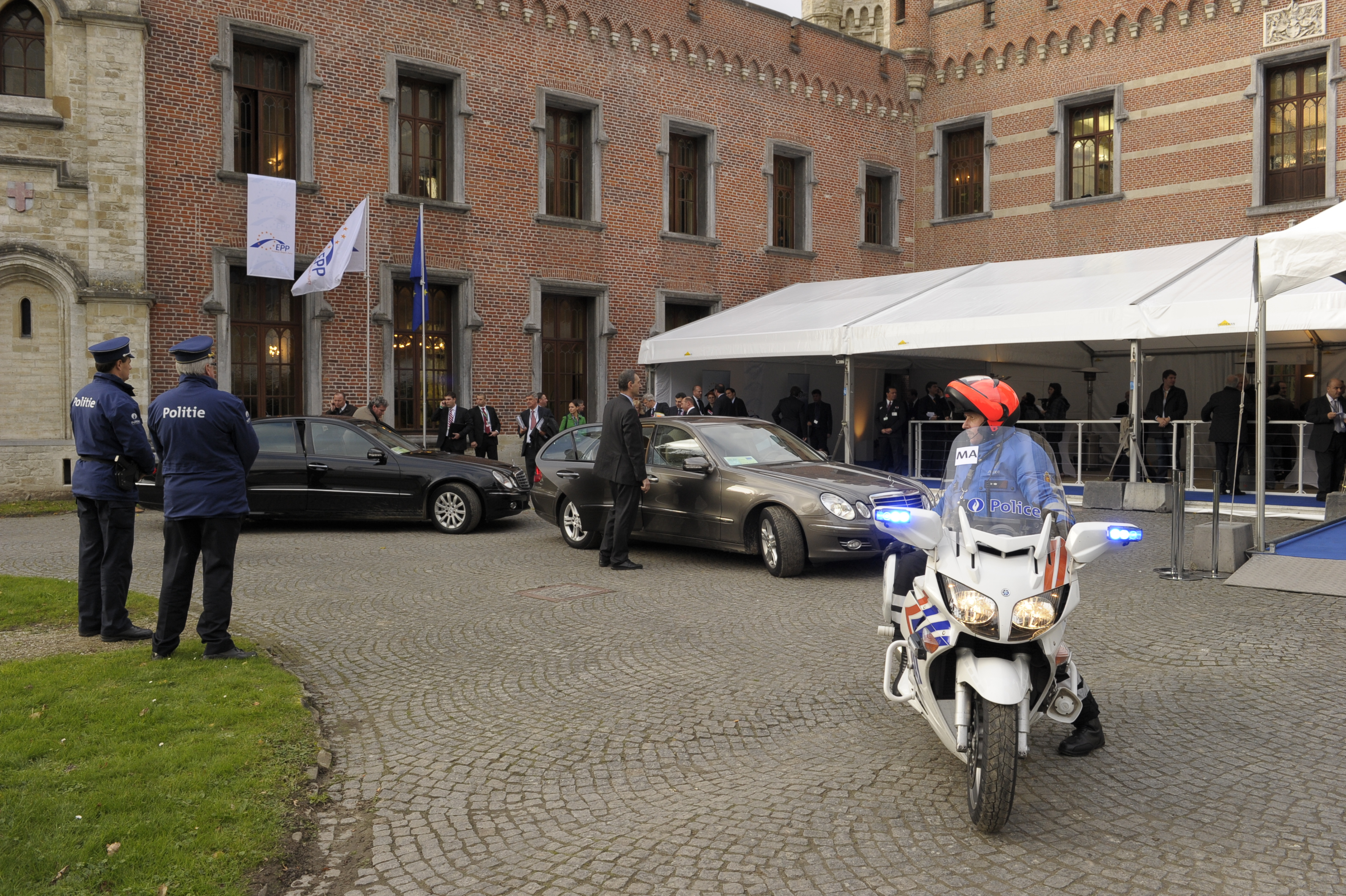
De WPR tijdens een EU-top.
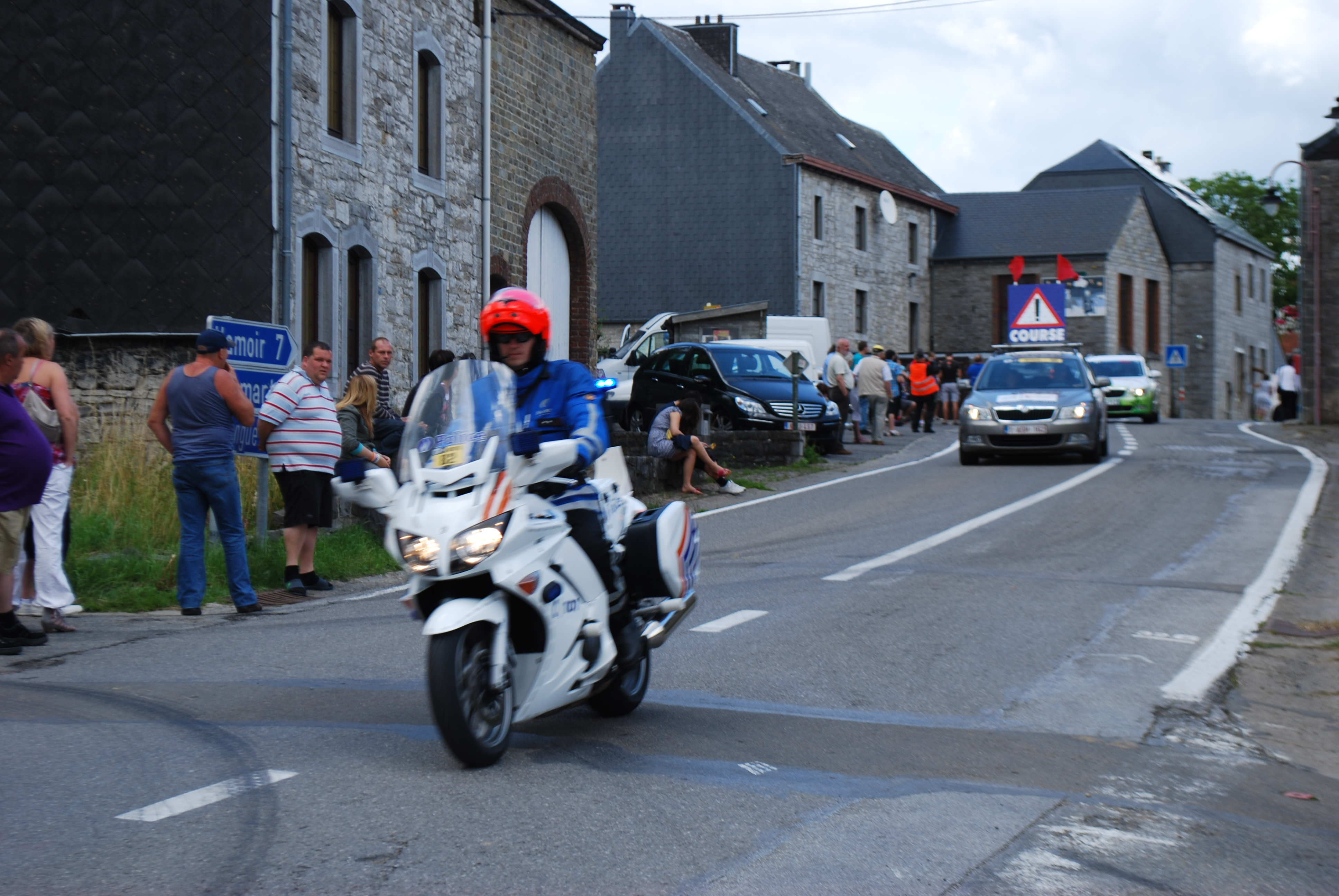
Motorrijder WPR tijdens een wielerwedstrijd.
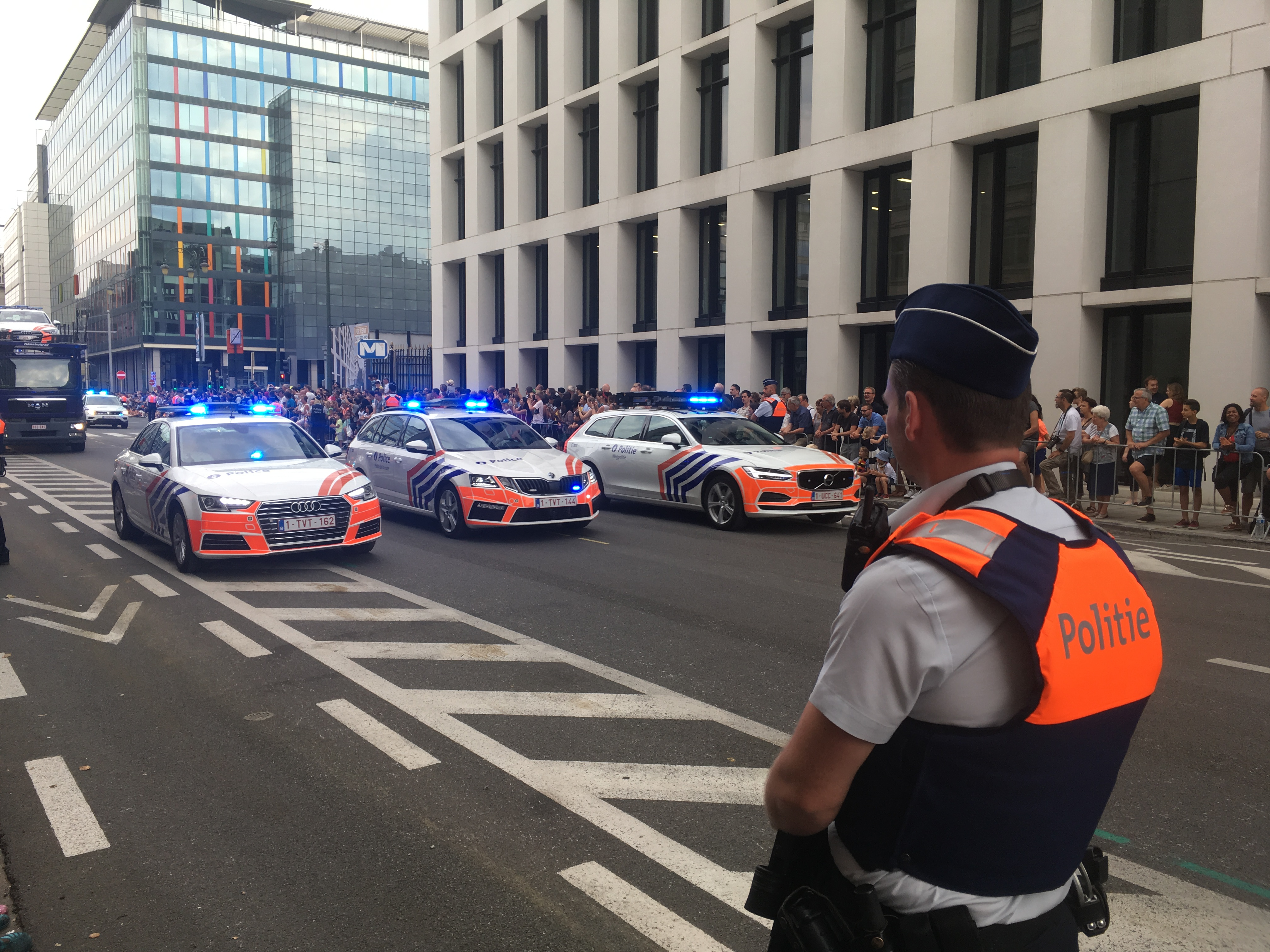
Dienstvoertuigen WPR op het nationaal defilé van 21 juli 2018.
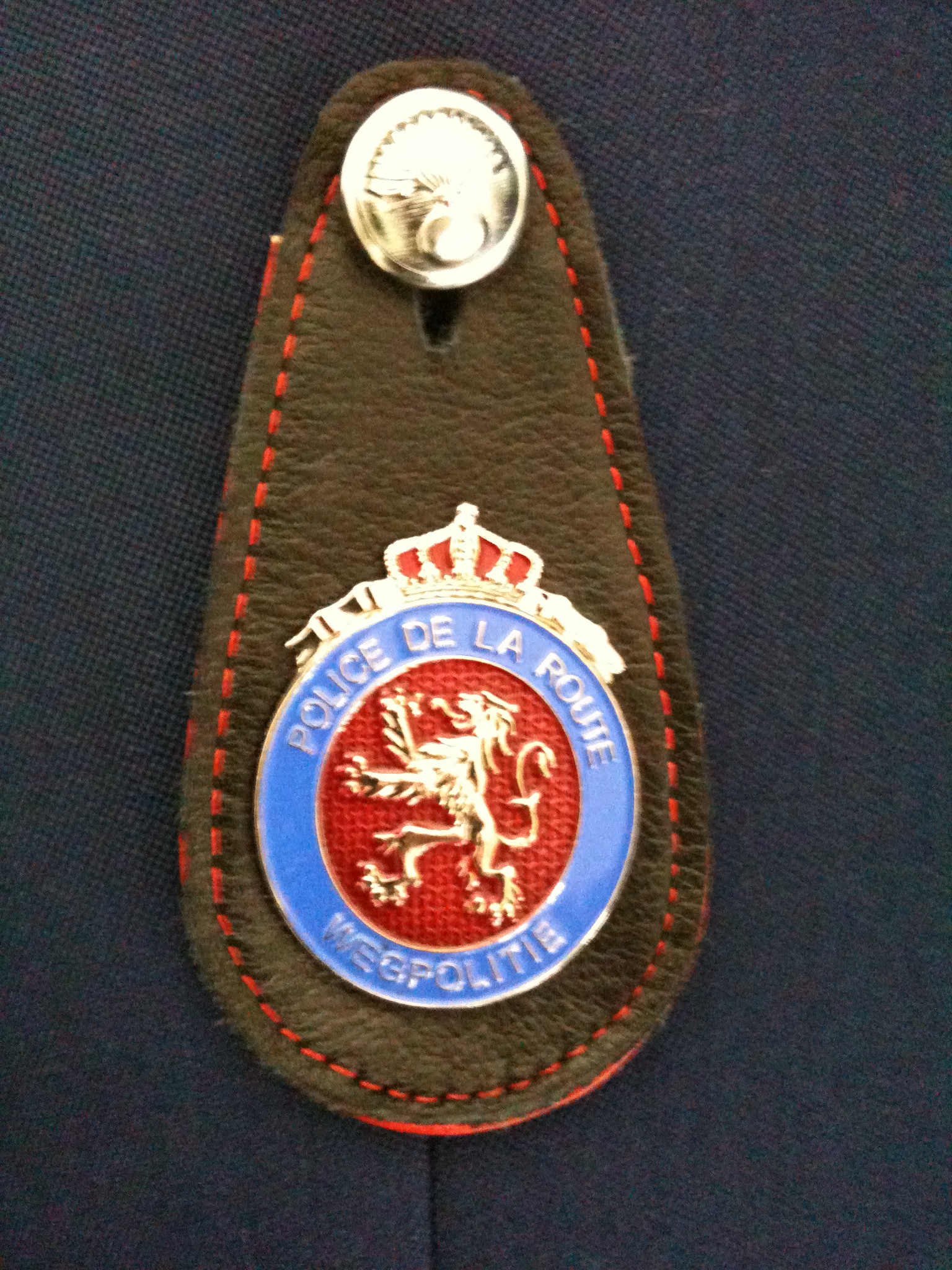
Borsthanger "Brevet WPR": uitgereikt wanneer men succesvol de specialisatie-opleiding afrond. Deze wordt links gedragen.